# Varnhem

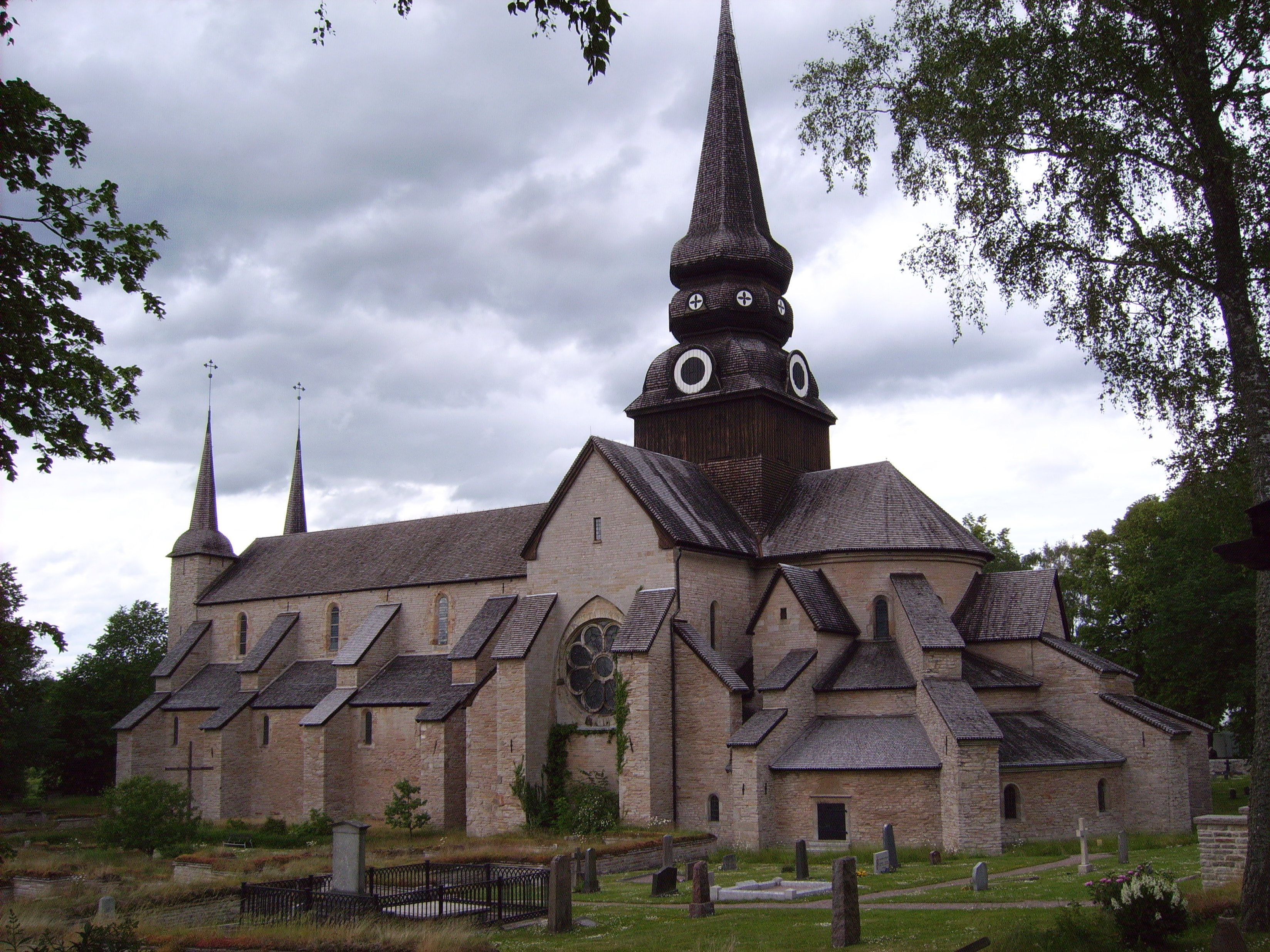
Kościół klasztorny w Varnhem

Varnhem – miejscowość w południowej Szwecji, w prowincji Västergötland.
Varnhem znane jest z tutejszego klasztoru, założonego w XII w., nekropolii szwedzkich królów z dynastii Erykidów, z którego do dziś pozostał romański kościół.